# Young Werther
Young Werther è un film del 2024 scritto e diretto da José Lourenço, al suo esordio alla regia.
La pellicola è un libero adattamento cinematografico de I dolori del giovane Werther di Johann Wolfgang von Goethe, rivisitato come una commedia romantica ambientata nel presente.

## Trama
Werther è un giovane scrittore che incontra e si innamora di Charlotte. Dopo essere venuto a conoscenza del fatto che Charlotte è fidanzata e si sta per sposare con Albert, decide di mettersi trai due.

## Produzione
Nel maggio 2023 è stato annunciato che Douglas Booth, Alison Pill, Iris Apatow e Patrick J. Adams avrebbero recitato in un adattamento in chiave rom-com del romanzo epistolare di Goethe. Le riprese sono iniziate a Hamilton nel giugno 2023.

## Promozione
Il primo trailer è stato diffuso il 2 novembre 2024.

## Distribuzione
Il film è stato presentato in anteprima assoluta il 9 settembre 2024 in occasione del Toronto International Film Festival. Successivamente è stato distribuito nelle sale statunitensi e in streaming dal 13 dicembre seguente.